# دارکوب پشت‌سرخ
دارکوب پشت‌سرخ (نام علمی: Veniliornis callonotus) یک گونه از پرندگان در زیرتیرهٔ Picinae از خانواده دارکوبان (Picidae) است که در کلمبیا، اکوادور و پرو یافت می‌شود.
تا آنجا که شناخته شده است، دارکوب پشت‌سرخ در همهٔ طول سال ساکن است.

### تغذیه
دارکوب پشت‌سرخ در همهٔ سطوح جنگل، معمولاً روی شاخه‌های کوچک و شاخه‌های نازک، و اغلب به صورت جفت، غذایابی می‌کند. هیچ جزئیاتی از رژیم غذایی آن آشکار نشده است.